# Sergei Jakowenko
Sergei Alexandrowitsch Jakowenko (russisch Сергей Александрович Яковенко; * 24. März 1976 in Qaraghandy, Kasachische SSR) ist ein ehemaliger kasachischer Eishockeyspieler, der zuletzt bis 2014 beim HK Arystan Temirtau in der kasachischen Eishockeymeisterschaft spielte.  

## Karriere
Sergei Jakowenko begann seine Karriere als Eishockeyspieler in seiner Heimatstadt in der Nachwuchsabteilung von Awtomobilist Karaganda, für dessen Profimannschaft er zwischen 1992 und 1996 in der Internationalen Hockey-Liga aktiv war. Von 1996 bis 1998 spielte der Verteidiger für Neftechimik Nischnekamsk und Amur Chabarowsk in deren Nachfolgewettbewerb Superliga. Von 1998 bis 2003 stand er durchgehend in der Wysschaja Liga, der zweiten russischen Spielklasse, für Juschny Ural Orsk, den HK Traktor Tscheljabinsk und Metallurg Serow auf dem Eis. In der Saison 2003/04 spielte er parallel für Kasachmys Karaganda in der Wysschaja Liga sowie der kasachischen Eishockeymeisterschaft. 
Die Saison 2004/05 verbrachte Jakowenko beim HK Irtysch Pawlodar in der kasachischen Meisterschaft. Dort begann er auch die folgende Spielzeit, ehe er saisonübergreifend zwei Jahre lang für seinen Ex-Klub Kasachmys Karaganda, der 2006 nach Satpajew umgesiedelt worden war, in der Wysschaja Liga spielte. Dort wurde er auch in der kasachischen Liga eingesetzt und gewann 2006 den nationalen Meistertitel. Die Saison 2007/08 beendete er wiederum beim Wysschaja Liga-Teilnehmer Barys Astana. Von 2008 bis 2010 trat er für den russischen Zweitligisten HK Metschel Tscheljabinsk an. Zur Saison 2010/11 schloss er sich dem HK Sary-Arka Karaganda an, für den er zwei Jahre in der kasachischen Meisterschaft zum Einsatz kam. Anschließend wechselte er zum Ligakonkurrenten HK Arystan Temirtau, wo er 2014 seine Karriere beendete.

### International
Für Kasachstan nahm Jakowenko im Juniorenbereich an der U20-Junioren-C2-Weltmeisterschaft 1995 sowie der U20-Junioren-C-Weltmeisterschaft 1996 teil. Im Seniorenbereich stand er im Aufgebot seines Landes bei den Weltmeisterschaften der Division I 2007 und 2009 sowie der Weltmeisterschaft 2012. Zudem vertrat er Kasachstan 2007 bei den Winter-Asienspielen, bei denen er mit seiner Mannschaft die Silbermedaille gewann, und bei der Olympiaqualifikation für die Spiele in Vancouver 2010.

## Erfolge und Auszeichnungen
- 2006 Kasachischer Meister mit Kasachmys Karaganda
- 2007 Silbermedaille bei den Winter-Asienspielen
- 2009 Aufstieg in die Top-Division bei der Weltmeisterschaft der Division I, Gruppe A